# 以西郡
以西郡（いさいぐん）は、阿波国（現 徳島県）にあった郡である。

## 地理
郡域は、江戸期の文化年間に成立した「阿波志」の名東郡および名西郡の項によれば、祖母島・佐野塚・芝原・東桜間・日開・池尻・観音寺・矢野・延命・中村・府中・敷地・川原田・西高輪・西黒田・一宮・下町・中辺・上八万（以上名東郡）、内谷・尼寺（以上名西郡）の21か村を元亀年間に当郡に属した村とする。なお「阿波国十三郡郷村田畠高辻帳」では佐那河内・佐我も以西郡とする。
以上の地域は現在の徳島市国府町・一宮町・入田町・八万町・上八万町・に名西郡石井町の一部および名東郡佐那河内村を加えた地域であり、大部分がかつての名東郡の西部から南部にかけての地域であり、当郡は名東郡から分出したと推定される。
当郡と名東郡の郡境は鮎喰川と眉山の山塊があてられていたと考えられる。

## 歴史
鎌倉時代から江戸時代初期に見える郡名。永仁4年10月5日の年紀のある山城国大悲山鏡銘（微古雑抄2）に明確に記載されており、これが史料上の初見。
当郡分置の事情は不明であるが、その背景には鮎喰川以西の当郡域に対して、同川以東の地が政治的にも経済的にも自立性を強めたという事情が存在したものと思われる。
当郡は近世初頭まで存続したが、寛文4年5月13日に名東郡に併合された。